# تلسکوپ تریس
تلسکوپِ ترِیس با نامِ کاملِ Transition Region and Coronal Explorer (به اختصار: TRACE) رصدخانهٔ خورشیدی و منظومه‌ای ناسا بود که به منظور بررسی ارتباط میان میدان مغناطیسی و ساختار پلاسمایی مرتبط با خورشیدی و مشاهدهٔ نورسپهرِ خورشیدی (فتوسفر)، منطقه انتقالی و تاج خورشید و با ارائهٔ تصاویر با وضوح بالا طراحی شده بود. تریس چهارمین فضاپیما در برنامه جستجوگرِ کوچک بود که در ۲ آوریل سال ۱۹۹۸ میلادی به فضا پرتاب شد و آخرین نگارهٔ علمی خود را در سال ۲۰۱۰ میلادی گرفت. این ابزار در مرکز پروازهای فضایی گوداردِ ناسا طراحی و ساخته شد.

## نگارخانه

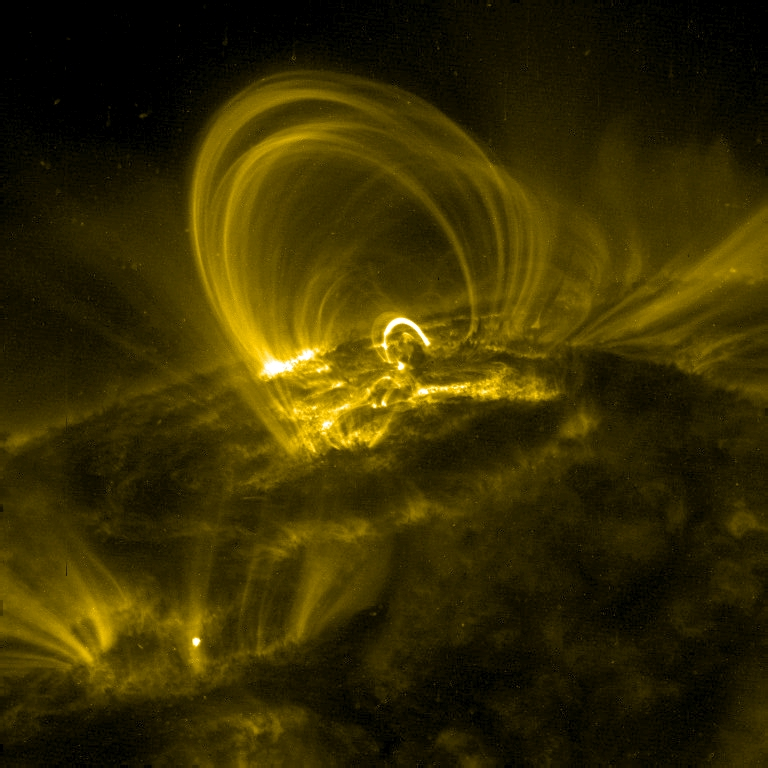
عکسِ تریس از برخی چرخه‌های کلوین
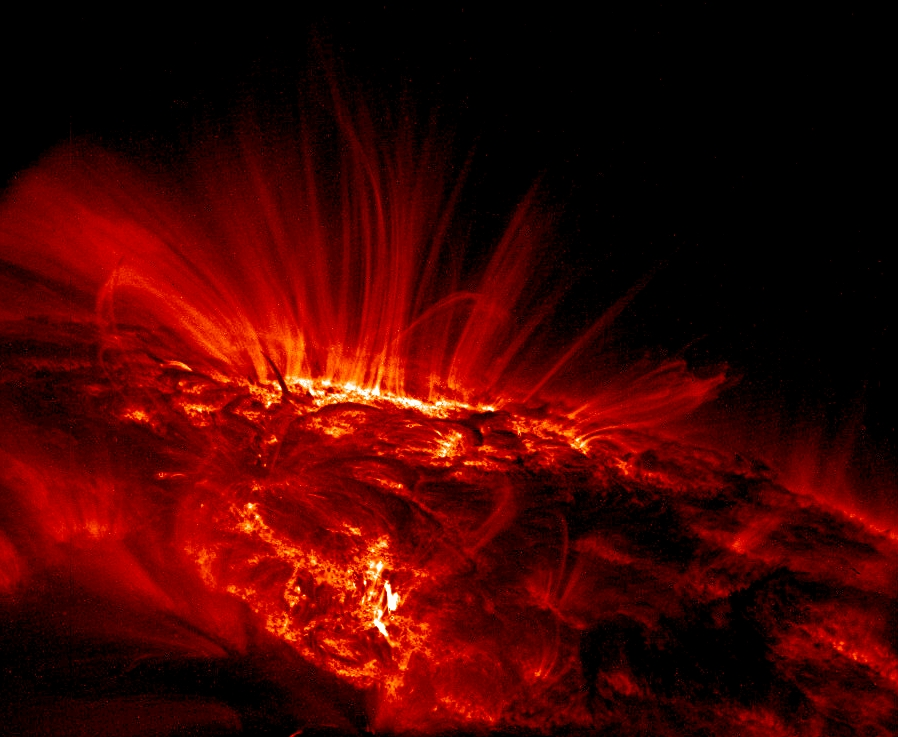
عکس تریس از لکه خورشیدی
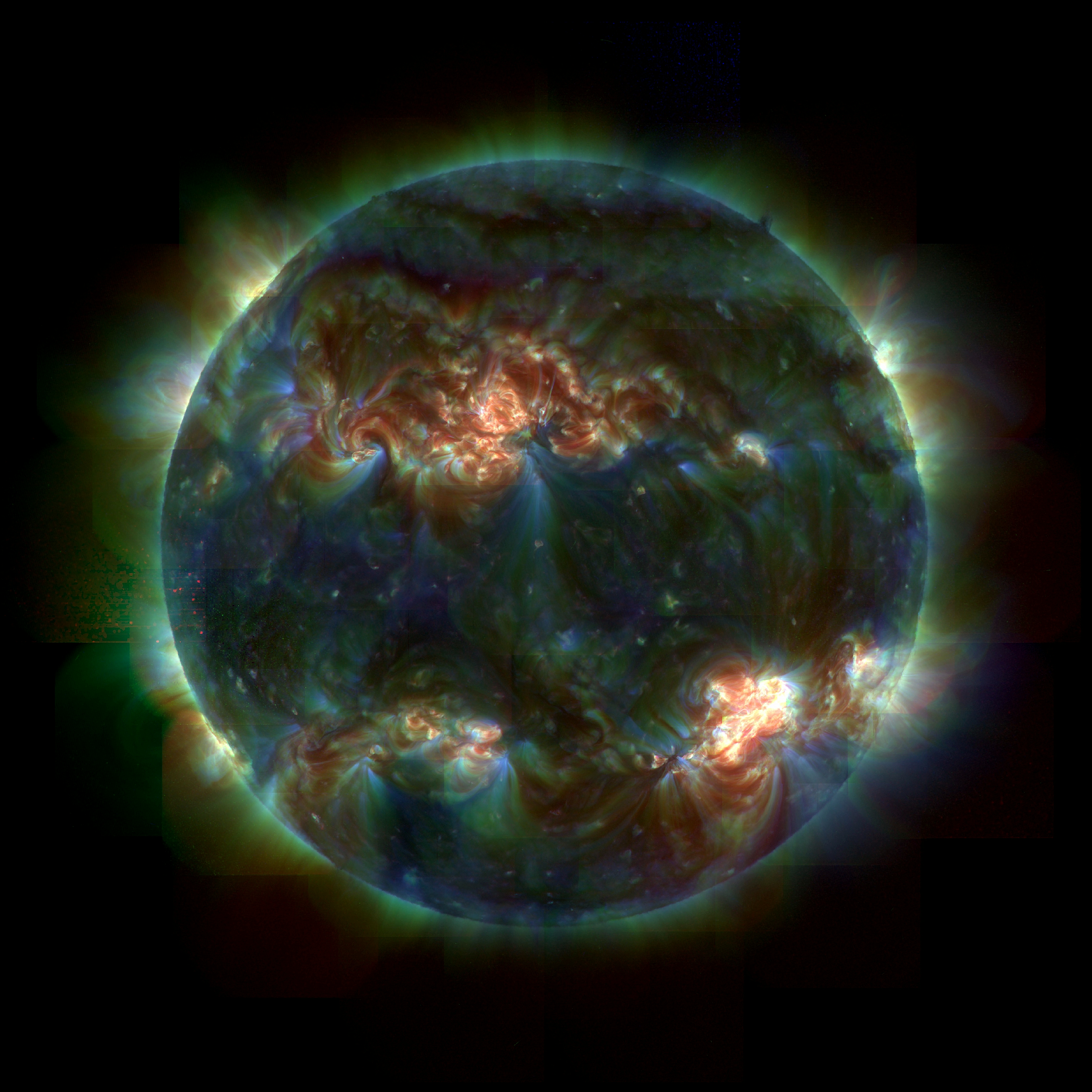
تصویر گرفته شدهٔ ماوراء بنفش از نورسپهر فعّالِ خورشید (به‌دستِ ترِیس)